# Rallye Monte Carlo 1995
Die 63. Rallye Monte Carlo war der 1. Lauf zur Rallye-Weltmeisterschaft 1995. Sie fand vom 23. bis zum 26. Januar in der Region von Monaco statt.

## Klassifikationen

### Endergebnis
| Rang | Fahrer              | Co-Pilot                | Auto                     | Zeit (Std./Min./Sek.) | Rückstand Sieger (Min./Sek.) Rückstand V (Min./Sek.) |
| ---- | ------------------- | ----------------------- | ------------------------ | --------------------- | ---------------------------------------------------- |
| 1    | Carlos Sainz senior | Luis Moya               | Subaru Impreza 555       | 6:32:31               | 00:00                                                |
| 2    | François Delecour   | Catherine François      | Ford Escort RS Cosworth  | 6:34:56               | 02:25                                                |
| 3    | Juha Kankkunen      | Juha Piironen           | Toyota GT-Four           | 6:36:28               | 03:57 01:32                                          |
| 4    | Tommi Mäkinen       | Seppo Harjanne          | Mitsubishi Lancer Evo II | 6:37:10               | 04:39 00:42                                          |
| 5    | Bruno Thiry         | Stéphane Prévot         | Ford Escort RS Cosworth  | 6:39:18               | 06:47 02:08                                          |
| 6    | Andrea Aghini       | Sauro Farnocchia        | Mitsubishi Lancer Evo II | 6:43:17               | 10:46 03:59                                          |
| 7    | Jean Ragnotti       | Gilles Thimonier        | Renault Clio Maxi        | 7:04:26               | 31:55 21:09                                          |
| 8    | Piero Liatti        | Alessandro Alessandrini | Subaru Impreza 555       | 7:09:54               | 37:23 05:23                                          |
| 9    | Philippe Camandona  | Georges Crausaz         | Ford Escort RS Cosworth  | 7:13:01               | 40:30 03:07                                          |
| 10   | Isolde Holderied    | Christina Thörner       | Mitsubishi Lancer Evo II | 7:13:34               | 41:03 00:33                                          |

Insgesamt wurden 82 von 199 gemeldeten Fahrzeuge klassiert:

### Wertungsprüfungen
| Tag            | WP                               | Name                          | Länge    | Start MESZ        | Gewinner           | Co-Pilot                | Auto                    | Zeit              | Leader       |
| Tag 1 23. Jan. |                                  |                               |          |                   |                    |                         |                         |                   |              |
| -------------- | -------------------------------- | ----------------------------- | -------- | ----------------- | ------------------ | ----------------------- | ----------------------- | ----------------- | ------------ |
| Tag 1 23. Jan. | WP1                              | Pierreville – Antraigues      | 29,65 km | 09:46             | Colin McRae        | Derek Ringer            | Subaru Impreza 555      | 20:46             | Colin McRae  |
| Tag 1 23. Jan. | WP2                              | La Souche – Col de la Chavade | 27,07 km | 10:58             | Carlos Sainz       | Luis Moya               | Subaru Impreza 555      | 17:57             | Carlos Sainz |
| Tag 1 23. Jan. | WP3                              | Burzet – St. Martial          | 41,27 km | 12:45             | Carlos Sainz       | Luis Moya               | Subaru Impreza 555      | 28:20             | Carlos Sainz |
| Tag 1 23. Jan. | WP4                              | Freydaparet – Louveton        | 16,82 km | 14:39             | François Delecour  | Catherine François      | Ford Escort RS Cosworth | 10:07             | Carlos Sainz |
| Tag 1 23. Jan. | WP5                              | St. Bonnet le Froid           | 25,74 km | 15:38             | Colin McRae        | Derek Ringer            | Subaru Impreza 555      | 15:01             | Carlos Sainz |
| Tag 1 23. Jan. | WP6                              | Lalouvesc – Col du Marchand   | 31,16 km | 16:27             | François Delecour  | Catherine François      | Ford Escort RS Cosworth | 20:07             | Carlos Sainz |
| Tag 2 24. Jan. |                                  |                               |          |                   |                    |                         |                         |                   | Carlos Sainz |
| WP7            | St. Jean en Royans – Font d’Urle | 25,37 km                      | 09:17    | Carlos Sainz      | Luis Moya          | Subaru Impreza 555      | 15:38                   |                   | Carlos Sainz |
| WP8            | Prelenfrey – St. Michel les Port | 32,50 km                      | 11:48    | François Delecour | Catherine François | Ford Escort RS Cosworth | 24:02                   |                   | Carlos Sainz |
| WP9            | Les Oches – Les Nonieres         | 19,34 km                      | 13:11    | François Delecour | Catherine François | Ford Escort RS Cosworth | 17:01                   | François Delecour |              |
| WP10           | L’Epine – Rosans                 | 31,15 km                      | 15:33    | François Delecour | Catherine François | Ford Escort RS Cosworth | 20:31                   | François Delecour |              |
| WP11           | Ruissas – Col St. Jean           | 22,31 km                      | 17:42    | Carlos Sainz      | Luis Moya          | Subaru Impreza 555      | 13:30                   | Carlos Sainz      |              |
| WP12           | Sisteron – Thoard                | 36,67 km                      | 19:08    | Bruno Thiry       | Stéphane Prévot    | Ford Escort RS Cosworth | 27:18                   | Carlos Sainz      |              |
| Tag 3 25. Jan. |                                  |                               |          |                   |                    |                         |                         | Carlos Sainz      |              |
| WP13           | Chateauvieux                     | 19,19 km                      | 07:30    | Carlos Sainz      | Luis Moya          | Subaru Impreza 555      | 13:55                   | Carlos Sainz      |              |
| WP14           | Col St. Raphael                  | 23,41 km                      | 09:29    | Juha Kankkunen    | Nicky Grist        | Toyota Celica GT Four   | 17:36                   | Carlos Sainz      |              |
| WP15           | Loda – Lucéram                   | 16,49 km                      | 10:50    | Bruno Thiry       | Stéphane Prévot    | Ford Escort RS Cosworth | 13:58                   | Carlos Sainz      |              |
| WP16           | Moulinet – La Bollène Vésubie    | 23,24 km                      | 23:24    | Carlos Sainz      | Luis Moya          | Subaru Impreza 555      | 18:56                   | Carlos Sainz      |              |
| Tag 4 26. Jan. |                                  |                               |          |                   |                    |                         |                         | Carlos Sainz      |              |
| WP17           | St. Sauveur                      | 14,77 km                      | 00:52    | François Delecour | Catherine François | Ford Escort RS Cosworth | 11:35                   | Carlos Sainz      |              |
| WP18           | Entrevaux – St. Pierre           | 29,71 km                      | 02:34    | Carlos Sainz      | Luis Moya          | Subaru Impreza 555      | 21:44                   | Carlos Sainz      |              |
| WP19           | Col St. Raphael                  | 23,41 km                      | 03:20    | Bruno Thiry       | Stéphane Prévot    | Ford Escort RS Cosworth | 17:57                   | Carlos Sainz      |              |
| WP20           | Pont des Miolans                 | 24,03 km                      | 05:38    | Juha Kankkunen    | Nicky Grist        | Toyota Celica GT Four   | 15:42                   | Carlos Sainz      |              |
| WP21           | Les Quatres Chemins              | 33,50 km                      | 06:40    | Juha Kankkunen    | Nicky Grist        | Toyota Celica GT Four   | 26:23                   | Carlos Sainz      |              |

### Gewinner Wertungsprüfungen
| WP                      | Anzahl | Fahrer            | Auto                    |
| ----------------------- | ------ | ----------------- | ----------------------- |
| 2, 3, 7, 11, 13, 16, 18 | 7      | Carlos Sainz      | Subaru Impreza 555      |
| 4, 6, 8 – 10, 17        | 6      | François Delecour | Ford Escort RS Cosworth |
| 14, 20, 21              | 3      | Juha Kankkunen    | Toyota Celica GT-Four   |
| 12, 15, 19              | 3      | Bruno Thiry       | Ford Escort RS Cosworth |
| 1, 5                    | 2      | Colin McRae       | Subaru Impreza 555      |

### Fahrer-Weltmeisterschaft
| Pos. | Fahrer            | Punkte |
| ---- | ----------------- | ------ |
| 1    | Carlos Sainz      | 20     |
| 2    | Francois Delecour | 15     |
| 3    | Juha Kankkunen    | 12     |
| 4    | Tommi Mäkinen     | 10     |
| 5    | Bruno Thiry       | 8      |

### Herstellerwertung
| Pos. | Team       | Punkte |
| ---- | ---------- | ------ |
| 1    | Ford       | 47     |
| 2    | Subaru     | 46     |
| 3    | Mitsubishi | 26     |
| 4    | Toyota     | 25     |